# Nemanja Vidić
Nemanja Vidić - em sérvio, Немања Видић - (Titovo Užice, 21 de outubro de 1981) é um ex-futebolista sérvio que atuava como zagueiro.
Conhecido pela extrema raça e entrega dentro de campo, foi um dos melhores defesas centrais da década de 2000, onde formou uma dupla impecável com Rio Ferdinand e conquistou vários títulos pelo Manchester United.

## Carreira

### Jedinstvo Putevi e Sloboda Užice
Vidić começou a jogar futebol aos sete anos de idade, juntamente com seu irmão mais velho, Dušan Vidić, jogando no Jedinstvo Putevi. Desde então, ele já se mostrava um jogador com enorme talento. Evoluindo rapidamente, com 12 anos foi para o Sloboda Užice, clube mais famoso de sua cidade natal.

### Estrela Vermelha
Boas atuações e 3 anos depois, antes de completar quinze anos, chamou a atenção do Estrela Vermelha, o time mais famoso da Sérvia. Mas a sua estreia como profissional só aconteceu 4 anos depois no Spartak Subotica, clube no qual ele jogou por empréstimo, ganhou experiência com exibições do mais alto nível e gols fizeram com que o Estrela Vermelha desse uma chance a ele na temporada seguinte. Jogando regularmente e mostrando uma enorme talento, Vidić foi um dos jogadores fundamentais para conquista da Copa da Iugoslávia em 2002. Pouco tempo depois tornou-se capitão do time. Com a equipe conquistou a Copa da Iugoslávia em 2004 e o Campeonato Iugoslavo.

### Spartak Moscou
Transferiu para o Spartak Moscou da Rússia. Jogou duas temporadas no Spartak Moscou.

### Manchester United
Após jogar duas temporadas no Spartak Moscou, Vidić assinou contrato com o Manchester United numa quantia de 7 milhões de libras em 5 de janeiro de 2006.[carece de fontes?] Ele ganhou a camisa número 15 e fez sua estreia pelo Manchester United substituindo van Nistelrooy nos minutos finais na semifinal da Copa da Liga na vitória de 2 a 1 do Manchester sobre o Blackburn dia 25 de janeiro de 2006.[carece de fontes?]
Participou da campanha vencedora da Premier League 2006-07 a primeira de sua carreira.
Na temporada 2007-08, atuando ao lado de Rio Ferdinand ganhou a Supercopa da Inglaterra, o Mundial de Clubes da FIFA, a Premier League 2007-08 e a Liga dos Campeões 2007-08.
Antes do começo da temporada 2010-11, Vidic renovou seu contrato com o Manchester United concordando com um novo contrato de quatro anos, assinado em 20 de agosto, mesmo sendo especulado uma possível ida para o Real Madrid.
Na temporada 2010-11, Vidic começou capitaneando o Manchester United por cinco jogos. Mais tarde, Sir Alex Ferguson confirmou Vidic como capitão da equipe durante a temporada. Vidic jogou 28 dos 30 jogos do Manchester United na Premier League, anotando quatro gols.
Posteriormente, sofreu com lesões, caiu de rendimento e viu os garotos Chris Smalling e Phil Jones ocuparem cada vez mais espaço no time titular. Durante a metade da temporada de 2013-14, Vidic declarou que deixaria o United ao final da temporada:
| “ | É o último ano do meu contrato, eu tive oito anos incríveis aqui. Meu período nesse clube sempre será o melhor da minha carreira. Eu nunca poderia imaginar que viria a ganhar 15 troféus e, certamente, nunca vou esquecer daquela noite fantástica em Moscou. São memórias que eu e os fãs levarão pra sempre. Contudo, eu decidi que é hora de seguir em frente, por isso vou embora no fim da temporada. Eu quero me desafiar novamente, tentar meu melhor nos próximos anos. Não estou considerando ficar na Inglaterra, pois o único clube que eu queria defender era o próprio Manchester United, fui sortudo o bastante por ser parte deste clube por tantos anos. Eu tenho algumas opções, vou escolher o que for melhor pra mim e minha família. Vou concentrar todos os meus esforços em jogar pelo United até o fim da temporada e fazer o melhor pelo time. Eu espero que isto ponha um fim nas especulações sobre meu futuro aqui. | ” |

### Internazionale
Em junho de 2014, a Internazionale anunciou oficialmente sua contratação. Ele fez sua estreia pela Inter no dia 30 de julho de 2014, jogando contra o Manchester United, seu ex-time, na International Champions Cup; ele marcou nos pênaltis, mas a Inter perdeu a partida. Em sua estreia oficial, empate sem gols contra o Torino no dia 31 de agosto. Ele cometeu pênalti ao derrubar Fabio Quagliarella e foi expulso depois de aplaudir sarcasticamente a decisão do árbitro. No dia 18 de setembro, Vidić foi escolhido como o melhor jogador da partida depois de sua atuação contra o Dnipro, da Ucrânia, onde a Inter venceu por 1 a 0 em Kiev graças a um gol de Danilo D'Ambrosio. Três dias depois, na terceira rodada da Serie A 2014-15, ele cometeu um erro que permitiu Franco Vázquez marcar o único gol do Palermo, em um empate em 1 a 1 no Estádio Renzo Barbera.
Após a saída de Walter Mazzarri, Roberto Mancini assumiu o cargo de treinador da equipe e optou por deixar Vidić no banco de reservas, escalando Andrea Ranocchia e Juan Jesus como titulares. No dia 11 de janeiro de 2015, ele jogou pela primeira vez em dois meses, atuando numa vitória de 3-1 sobre o Genoa, onde marcou seu primeiro gol pela Inter. Posteriormente, devido a uma série de contusões dos zagueiros e com Vidić tendo boas atuações, sua titularidade foi recuperada, com seu empresário negando boatos de um retorno à Inglaterra na próxima janela de transferências. Entretanto, no dia 18 de janeiro de 2016, seu contrato com a Inter de Milão foi encerrado por consentimento mútuo. Onze dias depois, em 29 de janeiro, o zagueiro anunciou sua aposentadoria devido à problemas físicos constantes.

## Carreira internacional
Sua estreia foi no dia 12 de outubro de 2002, contra a Itália, pelas Eliminatórias da Euro 2004. Nas Eliminatórias para a Copa do Mundo de 2006, Vidic formou da defesa com Dragutinović, Gavrančić, e Krstajić, que sofreu apenas 1 gol em todos os 10 jogos nas eliminatórias.
Foi à Copa do Mundo de 2006 pela Sérvia e Montenegro, mas lesionou-se durante a primeira partida, tendo de ser cortado do elenco. Como já havia disputado um jogo, não pôde ser substituído, segundo regras da FIFA.
Participou da campanha de qualificação da Seleção Sérvia para a Copa do Mundo de 2010, onde foi fundamental para que a sua seleção terminasse em primeiro no Grupo 7.
Na Copa do Mundo de 2010, participou dos três jogos da fase de grupos, onde a sua equipe conseguiu três pontos, mas não se classificou para as oitavas-de-final.

## Títulos
Estrela Vermelha
- Copa da Iugoslávia: 2001–02
- Campeonato Sérvio-Montenegrino: 2003–04
- Copa da Sérvia e Montenegro: 2003–04

Manchester United
- Campeonato Inglês: 2006–07, 2007–08 , 2008–09, 2010–11 e 2012–13
- Liga dos Campeões da UEFA: 2007–08
- Copa do Mundo de Clubes da FIFA: 2008
- Copa da Liga Inglesa: 2005–06, 2008–09 e 2009–10
- Supercopa da Inglaterra: 2007, 2008, 2010, 2011, 2013

### Prêmios individuais
● Primeiro defensor da Premier League a ser considerado o melhor jogador da temporada
●Considerado duas vezes o melhor jogador da temporada na Premier League (com Manchester United)
- Jogador sérvio do ano atuando no exterior: 2005 (com o Spartak Moscou), 2007, 2008 (com o Manchester United)
- Jogador sérvio do Ano: 2005 (com o Spartak Moscou), 2008 (com o Manchester United)
- Equipe do Ano da PFA: 2006-07, 2007-08, 2008-09 (com o Manchester United)
- Jogador do mês na Premier League: Janeiro 2009
- Barclays Jogador da temporada: 2008-09, 2010/11
- Sir Matt Busby - Jogador do ano do Manchester United: 2008-09
- FIFPro World XI: 2008-09
- Seleção do ano de 2011 pela FIFA
- 64º melhor jogador do ano de 2012 (The Guardian)[8]